# Permanență vizuală (Star Trek: Voyager)
„Permanență vizuală” (titlu original: „Persistence of Vision”) este al 8-lea episod al celui de-al doilea sezon al serialului TV american SF Star Trek: Voyager. A avut premiera la 30 octombrie 1995 pe canalul UPN.

## Prezentare
Membrii echipajului au halucinații provocate de un extraterestru, care le induce o stare asemănătoare cu o transă.

## Rezumat
În timp ce Voyager se pregătește pentru o întâlnire potențial periculoasă cu rasa Botha, Doctorul îi ordonă căpitanului epuizat Janeway să se relaxeze în holopunte. Dar, imediat, ea este chemată înapoi pe puntea de comandă pentru primul contact cu Botha. Reprezentantul Botha se poartă foarte rece, dar stabilește o întâlnire pentru a vedea dacă vor permite sau nu ca Voyager să treacă prin spațiul lor. Janeway începe să vadă personaje și obiecte din holoromanul ei, o poveste în stilul romanului scriitoarei Charlotte Brontë, Jane Eyre.
Janeway merge la infirmerie, dar Doctorul nu poate găsi nimic în neregulă cu creierul ei. Janeway experimentează o altă halucinație, pe care Kes o vede și ea. Doctorul îi ordonă lui Janeway să se odihnească până când va putea stabili sursa acestor evenimente. Mai târziu, un alt personaj holografic o atacă în carmera ei cu un cuțit. Din nou, Kes confirmă evenimentul, dar este o halucinație - Janeway este încă în infirmerie.
Janeway îl pune pe Chakotay să conducă întâlnirea cu Botha în timp ce ea este supusă analizelor medicale. Nava reprezentantului rasei Botha atacă echipajul, deteriorând Voyager. Janeway aleargă pe puntea de comandă, unde Bothan se află pe ecran, dar este șocat când îl vede pe soțul ei Mark în locul acesteia. Ceilalți membri ai echipajului își văd în mod similar pe cei dragi pe ecran și încep să experimenteze halucinații și să intre într-o stare catatonică unul câte unul, doar Kes și Doctorul rămânând neafectați. Kes se îndreaptă spre sala motoarelor pentru a bloca câmpul psihic; începe să halucineze și ea, dar rezistă și reușește să readucă echipajul la normal.
Un Botha telepatic mărturisește că a provocat totul, pur și simplu pentru că a putut. Înainte să-l tragă la răspundere, el dispare. În timp ce își continuă drumul, echipajul reflectă neliniștit la ceea ce se ascunde în coridoarele subconștiente ale minții lor.

## Actori ocazionali
- Patrick Kerr - Telepathic Botha
- Stan Ivar - Mark
- Michael Cumpsty - Lord Burleigh
- Thomas Dekker - Henry Burleigh
- Lindsey Haun - Beatrice Burleigh
- Carolyn Seymour - Mrs. Templeton
- Warren Munson - Admiral Paris
- Marva Hicks - T'Pel